# Noel Purcell (waterpolista)
Noel Mary Joseph Purcell (Dublín, 15 de novembre de 1891 - Dún Laoghaire, 31 de gener de 1962) va ser un jugador de rugbi nedador i waterpolista irlandès que va competir durant la dècada de 1910 i 1920.
Entre 1911 i 1920 va guanyar quatre títols nacionals de natació. El 1920 va prendre part en els Jocs Olímpics d'Anvers, on va disputar la competició de waterpolo, en què guanyà la medalla d'or amb l'equip del Regne Unit.
El 1921 disputà els quatre partits del Torneig de les Cinc Nacions de rugbi amb la Irlanda.
Amb la independència d'Irlanda el 1922 passà a competir amb la selecció irlandesa. El 1924 va disputar els Jocs de París, on fou vuitè en la competició de waterpolo.